# Contea di Danfeng
La contea di Danfeng (丹凤县S, Dānfèng XiànP) è una contea della Cina, situata nella provincia dello Shaanxi e amministrata dalla prefettura di Shangluo.